# Serrat de l'Agranador
El Serrat de l'Agranador és un serrat del terme municipal de Conca de Dalt, antigament del d'Hortoneda de la Conca, situat a cavall de les terres de l'antic poble d'Herba-savina i del sector de Segan d'Hortoneda.
És al nord-est d'Herba-savina, al sud-est d'Hortoneda, i al sud-oest de Segan. És a llevant de la Solana de la Gavarnera i a migdia de l'Obaga de la Cogulla, a ponent del paratge de la Cogulla. El seu cim culminant és la Cogulla, de 1.623,3 m. alt.